# Церковь Покрова Пресвятой Богородицы (Усть-Каремша)
Церковь Покрова Пресвятой Богородицы (Покровский храм) — полуразрушенный храм в селе Усть-Каремша Нижнеломовского района Пензенской области.
Архитектура церкви выполнена в русско-византийском стиле.

## История
Каменный Покровский храм с приделами благоверного Александра Невского и святого Николая Чудотворца начал сооружаться 1888 году и построен в 1901 году, когда 14 октября был освящён его центральный придел (престол). К началу Первой мировой войны два других придела освящены ещё не были. Покровский храм был возведён вместо деревянной церкви во имя святого Николая Чудотворца, построенной 1864 году (сгорела, на её месте была устроена деревянная часовня).
Здание храма построено из красного кирпича и представляет собой многоступенчатую объемную композицию, основу которой составляет массивный четверик со срезанными углами, несущий на себе шестнадцатиоконную, покрытую куполом, ротонду. По бокам четверика были устроены приделы, центральная часть которых, выступает вперед ризалитами, прорезанными тройными окнами. Четырёхъярусная колокольня храма имела оригинальное решение: у неё выделяется третий ярус, имеющий вид восьмерика, скошенные грани которого дополнены полукруглыми выступами, а другие грани прорезаны оконными проемами в форме латинского креста.
Пережив Октябрьскую революцию и годы советского гонения на церковь, храм уцелел, но впоследствии был заброшен. В настоящее время здание находится в руинированном аварийном состоянии. В 2014 году местными жителями под колокольней было обустроено помещение для молитвы, без алтаря. В сентябре этого же года в нём прошла первая за много десятилетий лет служба, с этого времени молебны и литии совершаются еженедельно. Настоятель: иеромонах Антоний (Умнов).